# Dyschirus truncatus
Dyschirus truncatus är en skalbaggsart som beskrevs av Leconte 1857. Dyschirus truncatus ingår i släktet Dyschirus och familjen jordlöpare. Inga underarter finns listade i Catalogue of Life.